# Discovery (album)
Discovery este un album din 1979 al trupei Electric Light Orchestra.

## Tracklist
1. "Shine a Little Love" (4:43)
2. "Confusion" (3:42)
3. "Need Her Love" (5:11)
4. "The Diary of Horace Wimp" (4:17)
5. "Last Train to London" (4:32)
6. "Midnight Blue" (4:19)
7. "On the Run" (3:55)
8. "Wishing" (4:13)
9. "Don't Bring Me Down" (4:02)

- Toate cântecele au fost scrise de Jeff Lynne cu excepția celor notate.

## Single-uri
- "Shine a Little Love"/"Jungle" (1979)
- "Confusion"/"Poker" (1979)
- "The Diary of Horace Wimp"/"Down Home Town" (1979)
- "Last Train to London" (1979)
- "Don't Bring Me Down"/"Dreaming of 4000" (1979)

## Componență
- Jeff Lynne - voce, chitară, pian, sintetizator, producător
- Bev Bevan - baterie, percuție
- Richard Tandy - pian, sintetizator, pian electric, clavinet
- Kelly Groucutt - chitară bas, voce
- Mack - inginer de sunet
- Aranjamente orchestrale și corale - Jeff Lynne, Richard Tandy și Louis Clark
- Orchestră condusă de Louis Clark